# ユニバーサル・ソルジャー
『ユニバーサル・ソルジャー』（Universal Soldier）は、1992年のアメリカ映画。SF映画。ローランド・エメリッヒのハリウッドでの初監督作品である。

## あらすじ
1969年、ベトナム戦争後半、リュック・デュブロー二等兵は任務中に錯乱した上官、アンドリュー・スコット軍曹を喰い止めようとするも相討ちとなり、二人とも死亡してしまう。そして他の戦死した人間と合わせて約10名の遺体は、軍によって遺体袋に入れられ回収される。それから25年後、二人は軍部の極秘裏の実験によりユニバーサル・ソルジャーとして蘇ることになる。

## 登場人物
リュック・デュブロー
ベトナム戦争時代の戦士。当時の階級は二等兵で正義感に満ちた青年だった。暴走したスコットと戦った結果、死亡したが最新鋭の技術によって感情や記憶を消された改造人間「ユニバーサル・ソルジャー」の一員としてよみがえる。しかし、ヴェロニカとの出会いが様々な体験から徐々に記憶が戻ると共に心から惹かれ合った。そして両親がいる故郷へと帰ることを考えるようになる。
アンドリュー・スコット
ベトナム戦争時代の戦士。当時の階級は軍曹。戦争で正気を失い、誰をも敵と認識し、味方や非武装の人間にまで手をかける残虐な性格になる。デュブローと戦った結果、相打ちとなり、死亡したが最新鋭の技術によって感情や記憶を消された改造人間「ユニバーサル・ソルジャー」の一員としてよみがえる。しかし、リュック同様、記憶が蘇り、当時の残酷な性格も戻り、邪魔な相手を躊躇なく殺害する虐殺を行うようになる。
ヴェロニカ・ロバーツ
人気テレビリポーター。しかし、怠惰な行動から解雇されてしまう。名誉挽回の為に正体が秘密とされるユニバーサル・ソルジャーの特ダネを掴もうと移動トレーラーへ近づくが見つかってしまい。殺されそうになる所でリュックに救われて共に逃亡し、指名手配にされる。当初は変わらずリュックのことを特ダネとしか見ていなかったが、次第に純粋な気持ちを持つようになり、自分の出世よりも、彼のご両親の元へ向かう事に決意すると共に心から惹かれ合うようになった。喫煙者で引火すると危ないガソリンスタンドでも吸っていたほど。
ヒューイ・テイラー
カメラマン。ヴェロニカと共にユニバーサル・ソルジャーの秘密を掴むがアンドリューに殺された。しかし、この惨状がデュブローの生前の記憶を取り戻す一因となり、デュブローの意思を動かした。
ペリー
ユニバーサル・ソルジャーの最高司令官。階級は大佐。政府の許可を得ずにプログラムを実施していた。しかし、リュックの巧妙に仕組んだ罠に嵌められて、ヴェロニカを指名手配するなどで体制を立て直すが自我と記憶を取り戻したアンドリューによって、殺害された。
ウッドワード博士
ユニバーサル・ソルジャーの設備責任者で専属の医師。ペリー大佐のやり方に疑問を覚えながらも任務を強要されており、しかし、アンドリューに殺害された後、彼の暴挙を止めようとするが助手のガースに託すが失敗し、最終的に用済みとなり殺された。
ガース
ユニバーサル・ソルジャーの設備担当者の一人でウッドワード博士の助手。彼も同様にペリー大佐のやり方に疑念を抱いており、アンドリューに殺害された後、彼の暴挙を止めようとするが、逆に殺された。
クリストファー・グレガー博士
ユニバーサル・ソルジャーの研究者であり、生みの親でありながらも、リュックを蘇らせたことを長年悔やみ、そのことに苦しんでいる。
モーテルのオーナー
愛想はいいが必要以上のサービスは提供せず、ヴェロニカが電話の使用を頼んでも従業員用という理由で却下した。
ガソリンスタンドの店主
デュブローとヴェロニカに治療のために勝手に部屋を使われて辟易していた。その後、ユニバーサルソルジャーとの戦いで店を破壊されてしまうが危ないことに巻き込まれたくないという理由でそのまま隠れた。
ハンク
デュブローとヴェロニカが入った料理店のコック。
ブレンダ
デュブローとヴェロニカが入った料理店のウェイトレス。

## キャスト
| 役名                               | 俳優                           | 日本語吹替                               | 日本語吹替                                                                                           |
| 役名                               | 俳優                           | ソフト版                                 | テレビ朝日版                                                                                         |
| ---------------------------------- | ------------------------------ | ---------------------------------------- | --- |
| リュック・デュブロー               | ジャン＝クロード・ヴァン・ダム | 大塚芳忠                                 | 山寺宏一                                                                                             |
| アンドリュー・スコット             | ドルフ・ラングレン             | 大塚明夫                                 | 大塚明夫                                                                                             |
| ヴェロニカ・ロバーツ               | アリー・ウォーカー             | 土井美加                                 | 弘中くみ子                                                                                           |
| ヒューイ・テイラー                 | ジョセフ・マローン             | 宮本充                                   | 高宮俊介                                                                                             |
| ペリー大佐                         | エド・オロス                   | 池田勝                                   | 谷口節                                                                                               |
| 中尉                               | ジーン・デイヴィス             | 田中正彦                                 | 仲野裕                                                                                               |
| ウッドワード博士                   | レオン・リッピー               | 塚田正昭                                 | 佐々木勝彦                                                                                           |
| ジョン・デュブロー（リュックの父） | ランス・ハワード               | 塚田正昭                                 | 石波義人                                                                                             |
| リュックの母                       | リリアン・ショウバン           | 有馬瑞香                                 | 竹口安芸子                                                                                           |
| ガース                             | チコ・ウェルズ                 | 星野充昭                                 | 島田敏                                                                                               |
| クリストファー・グレガー博士       | ジェリー・オーバック           | 水野龍司                                 | 糸博                                                                                                 |
| チャールズ                         | ドリュー・シュナイダー         | 水野龍司                                 | 仲野裕                                                                                               |
| 兵士                               | トム・タグラング               | 喜多川拓郎                               | 島田敏                                                                                               |
| 兵士                               | マイケル・ジェイ・ホワイト     | 星野充昭                                 | 小野健一                                                                                             |
| ハンク（料理人）                   | アラン・グラフ                 | 中博史                                   | 天田益男                                                                                             |
| ブレンダ（ウェイトレス）           | ジョアンヌ・バロン             | 叶木翔子                                 | 野沢由香里                                                                                           |
| モーテルのオーナー                 | ロバート・トレバー             | 千田光男                                 | 田中亮一                                                                                             |
| ベトナム陸軍士官                   | デュアン・デイヴィス           | 幹本雄之                                 | 石波義人                                                                                             |
| ガソリンスタンドの店主             | モンティ・レアード             | 幹本雄之                                 | 石森達幸                                                                                             |
| 役不明又はその他                   |                                | チョー 秋元羊介 稲葉実 藤生聖子 引田有美 | 西村知道 神谷和夫 中村雄一 安井邦彦 荒川太朗 大橋世津 叶木翔子 手塚秀彰 山崎たくみ 喜田あゆ美 紗ゆり |
|                                    |                                |                                          | |
| 翻訳                               |                                | 伊原奈津子                               | 高橋京子                                                                                             |
| 演出                               |                                | 蕨南勝之                                 | 蕨南勝之                                                                                             |
| 調整                               |                                | KSSスタジオ                              | 遠西勝三                                                                                             |
| 録音                               |                                | KSSスタジオ                              | ニュージャパン スタジオ                                                                              |
| 効果                               |                                |                                          | 南部満治                                                                                             |
| 担当                               |                                |                                          | 吉富孝明                                                                                             |
| 制作                               |                                | ACクリエイト 株式会社                    | ニュージャパン フィルム                                                                              |
| 初回放送                           |                                | 2020年9月29日 『午後のロードショー』     | 1995年4月16日 『日曜洋画劇場』                                                                       |

## 評価
レビュー・アグリゲーターのRotten Tomatoesでは35件のレビューで支持率は34%、平均点は4.50/10となった。Metacriticでは15件のレビューを基に加重平均値が35/100となった。

## シリーズ作品・続編
- ユニバーサル・ソルジャーII
- ユニバーサル・ソルジャーIII
- ユニバーサル・ソルジャー/ザ・リターン
- ユニバーサル・ソルジャー:リジェネレーション
- ユニバーサル・ソルジャー 殺戮の黙示録